# Burdie Haldorson
Burdette Eliele « Burdie » Haldorson, né le 12 janvier 1934 à Austin, au Texas, est un ancien joueur américain de basket-ball. Il évolue au poste de pivot.

## Palmarès
- Champion olympique 1956
- Champion olympique 1960